# John Jardine (homme politique britanno-colombien)
Pour les articles homonymes, voir John Jardine et Jardine.
John Jardine (24 septembre 1854-15 octobre 1937) est un homme politique canadien de la Colombie-Britannique. Il est député provincial libéral de la circonscription britanno-colombienne de Esquimalt de 1907 à 1912.

## Biographie
Né à Lockerbie en Écosse, Jardine étudie au Dryfesdale (en). Après avoir travaillé dans le commerce, il s'installe à St. Paul dans le Minnesota en 1880. En 1884, il déménage à Victoria et possède un ranch aux abords de la British Columbia Electric Railway (en).
Défait en 1903, il parvient à se faire élire en 1907. Durant sa carrière parlementaire, il siège à la commission royale sur le Travail et à la chambre de commerce.
Il meurt à Esquimalt à l'âge de 83 ans et la station Jardine est nommé en son honneur,.